# أوتوديسك ريفيت
برنامج أوتوديسك ريفيت Autodesk Revit هو برنامج نمذجة معلومات المباني للمهندسين المعماريين ومهندسي تنسيق المواقع (اللاندسكيب) والمهندسين الإنشائيين والمهندسين الإلكتروميكانيك (MEP) والمصممين والمقاولين. تم تطوير البرنامج الأصلي بواسطة شركة Charles River Software، التي تم تأسيسها في عام 1997، ثم تم إعادة تسميتها باسم Revit Technology Corporation في عام 2000، والتي تم شراؤها بواسطة شركة أوتوديسك Autodesk في عام 2002.
يتيح البرنامج للمستخدمين تصميم مبنى وهيكل ومكوناته ثلاثية الأبعاد ، واضافة التعليقات وكتابة الابعاد والمسميات على المبنى وقطاعاته ولوحاته
كما يتيح الوصول إلى معلومات المبنى من قاعدة بيانات النموذج المخزنة على الخادم الخاص بالمشروع.
يعتبر الريفيت أداة نمذجة مباني رباعية الأبعاد 4D ، والقادرة على توفير أدوات لتخطيط وتتبع المراحل المختلفة في دورة حياة المبنى، من من مرحلة الفكرة المبدئية للمشروع وحتى البناء ثم إلى الصيانة اللاحقة / أو الهدم.

## التاريخ
تأسست شركة Charles River Software في نيوتن ، ماساتشوستس ، في 31 أكتوبر 1997، من قبل ليونيد رايز وإيروين يونجريس، المطورين الرئيسيين لبرنامج Pro / Engineer التابع لشركة PTC للتصميم الميكانيكي، بهدف جلب قوة النمذجة البارامترية إلى صناعة إنشاء المباني (كانت شركة PTC قد حاولت سابقًا وفشلت في تسويق برنامج Reflex الذي حصلت عليه مؤخرًا إلى قطاع البناء).
ثم بتمويل من أصحاب رأس المال لشركتي Atlas Venture و North Bridge Venture Partners ، قام Raiz و Jungreis بتعيين العديد من مطوري البرامج والمهندسين المعماريين وبدأوا في تطوير Revit باستخدام لغة برمجة C ++ على نظام Microsoft Windows الأساسي.
ثم في عام 1999، قاموا بتعيين Dave Lemont كرئيس تنفيذي وعينوا أعضاء مجلس الإدارة جون هيرشتيك، مؤسس SolidWorks ، و Arol Wolford ، مؤسس CMD Group .
في يناير 2000 تم تغيير اسم الشركة إلى Revit Technology Corporation. في في 5 أبريل 2000 تم إطلاق الإصدار 1.0 من Revit ، وتقدم البرنامج بسرعة، مع الإصدارات 2.0 و 3.0 و 3.1 و 4.0 و 4.1 الذي تم إصدارها في أغسطس 2000 ؛ أكتوبر 2000 ؛ فبراير 2001 ؛ يونيو 2001 ؛ نوفمبر 2001 ؛ ويناير 2002، على التوالي.
في عام 2002 اشترت شركة أوتوديسك Autodesk ، المشهورة بخط منتجات أوتوكاد، شركة Revit Technology التي مقرها ماساتشوستس مقابل 133 مليون دولار أمريكي.
سمح الشراء بمزيد من البحث والتطوير والتحسين للبرنامج، ولقد أصدرت Autodesk العديد من إصدارات Revit منذ عام 2004.
في عام 2005 تم تقديم المنتج الجديد Revit Structure
ثم في عام 2006 تم تقديم المنتج الجديد Revit MEP.
وبعد العام 2006 تم تغيير اسم اسم المنتج Revit Building إلى Revit Architecture.
في عام 2012  تم إصدار الإصدار ريفيت ال تي Revit LT  ، وهو أحدث إصدار من Revit في السوق.
إنه إصدار خفيف من Revit مع والذي تم ازالة التصيير منه وكذلك تم ازالة بيئة تعدد المستخدمين.

## النمذجة
تسمح بيئة عمل Revit للمستخدمين بمعالجة المباني بأكملها أو التجميعات (في بيئة المشروع) أو الأشكال ثلاثية الأبعاد الفردية (في بيئة محرر العائلة).
أدوات النمذجة يمكن استخدامها مع الأجسام الصلبة مسبقة الصنع أو النماذج الهندسية المستوردة. ومع ذلك، فإن نموذج Revit ليس نموذجً NURBS والذي يفتقر أيضًا إلى القدرة على التعامل مع المضلعات الفردية لكائن فيما عدا بعض أنواع الكائنات المحددة مثل أسطح المباني والبلاطات والتضاريس أو في بيئة التجميع.

## تصيير الرسوميات الحاسوبية
عندما يقوم المستخدم بإنشاء مبنى أو نموذج أو أي نوع آخر من الكائنات في Revit ، فيمكنه استخدام محرك ريفيت لتصيير الرسومات الحاسوبية لإخراج صورة أكثر واقعية لشكل المبنى النهائي.
يتم تحقيق ذلك إما عن طريق استخدام النموذج المعد مسبقا أو الجدران أو الأرضيات أو ما إلى ذلك
ويمكن للمستخدم استخدام النماذج المخصصة والتي قام بتعريف مواد البناء فيها كخرسانة أو طوب أو تشطيبات.
يمكن للمستخدم أيضًا أن يبدأ بمواد «عامة» ثم يقوم بتخصيصها من حيث تحديد الحجم، والسطوع، وشدة القوام، وملمس السطح والانعكاسات للضوء على سطح المواد

## روابط خارجية
- الموقع الرسمي